# Джемона дел Фриули
Джемона дел Фриули (на италиански: Gemona del Friuli; на фриулски: Glemone) е град и община в Североизточна Италия.

## География
Град Джемона дел Фриули се намира в област (регион) Фриули-Венеция Джулия на провинция Удине. На около 30 км южно от града се намира провинциалния център Удине. На около 20 км източно от града е границата със Словения. На около 60 км на север е границата с Австрия. Градът е жп възел. Население 11 175 жители от преброяването през 2008 г.

## История
Първите сведения за Джемона дел Фриули датират от 611 г. когато тук е построен замък.

## Сеизмичност
Характерно за Джемона дел Фриули е, че е разположен в сеизмичен район. Първото голямо земетресение става на 15 септември 1976 г. Тогава загиват около 200 души. Следващото голямо земетресение е на 6 май 2005 г. Голяма част от разрушените постройки от първото земетресение са запазени и до днес без да бъдат реставрирани и до известна степен представляват туристическа атракция за града.

## Спорт
На 25 май 2006 г. в града финишират колоездачите от 18-ия етап на обиколката на Италия от австрийския алпийски курорт Зилиан до Джемона дел Фриули. Победител в етапа е германецът Щефан Шумахер.

## Личности
Родени
- Карла Гравина (р. 1941), италианска киноактриса
- Раймондо Томазо Д'Аронко (1857 – 1932), архитект

## Побратимени градове
- Фелден ам Вьортер Зее, Австрия